# Ulica Pilotów w Krakowie
Ulica Pilotów – ulica w Krakowie, w dzielnicy II Grzegórzki i w dzielnicy III Prądnik Czerwony, we fragmencie na Rakowicach.
Łączy ulicę Akacjową i ul. Ułanów z ulicą Olszyny.

## Przebieg
Ulica rozpoczyna swój bieg na skrzyżowaniu z ulicą Akacjową i ul. Ułanów, gdzie staje się fizycznym przedłużeniem tej pierwszej. Następnie ulica biegnie przez Rondo Młyńskie, na którym krzyżuje się z ul. Meissnera i Młyńską. Ulica znajduje się we fragmencie w dzielnicy II, natomiast w większości w dzielnicy III, gdzie stanowi granicę Rakowic.
Ulica na skrzyżowaniu z wiaduktem kolejowym zmienia nazwę na Olszyny.
Wraz z ulicą Olszyny, ul. Akacjową ul. Józefa Brodowicza, ul. Pilotów tworzy ciąg komunikacyjny o długości około 2,6 km.

## Historia
Ulica została w obecnym kształcie wytyczona w na przełomie lat 80. i 90. XIX wieku i stanowiła bowiem część wojskowej drogi fortecznej. W latach trzydziestych XX wieku otrzymała nazwę ul. Głównej, ponieważ pełniła funkcję głównej arterii komunikacyjnej przedmiejskiej jeszcze wtedy – dzielnicy III.
W 1951 roku Rada Miasta Krakowa nadała ulicy obecną nazwę, umotywowaną sąsiednim Lotniskiem Kraków-Rakowice-Czyżyny.

## Infrastruktura
Na początkowym odcinku do Ronda Młyńskiego, ulica ma jeden pas ruchu dla obu kierunków, natomiast w dalszej części jest czteropasmową ulicą (po dwa pasy ruchu w jednym kierunku). Na ulicy znajdują się trzy zespoły przystanków autobusowych MPK Kraków – „Akacjowa” (przy skrzyżowaniu z ulicami Akacjową i Ułanów), „Rondo Młyńskie” (przy Rondzie Młyńskim) i „Pilotów” (przy początku ulicy). W otoczeniu arterii znajduje się m.in. Szkoła Muzyczna I stopnia im. Stanisława Wiechowicza.